# Kratos XQ-58A Valkyrie
Le Kratos XQ-58A Valkyrie ou XQ-222 est un modèle de drone de combat furtif américain construit par Kratos pour l’United States Air Force dans le cadre d’un programme lancé en juillet 2016, le Low-Cost Attritable Strike Unmanned Aerial System Demonstration (LCASD).

## Caractéristiques

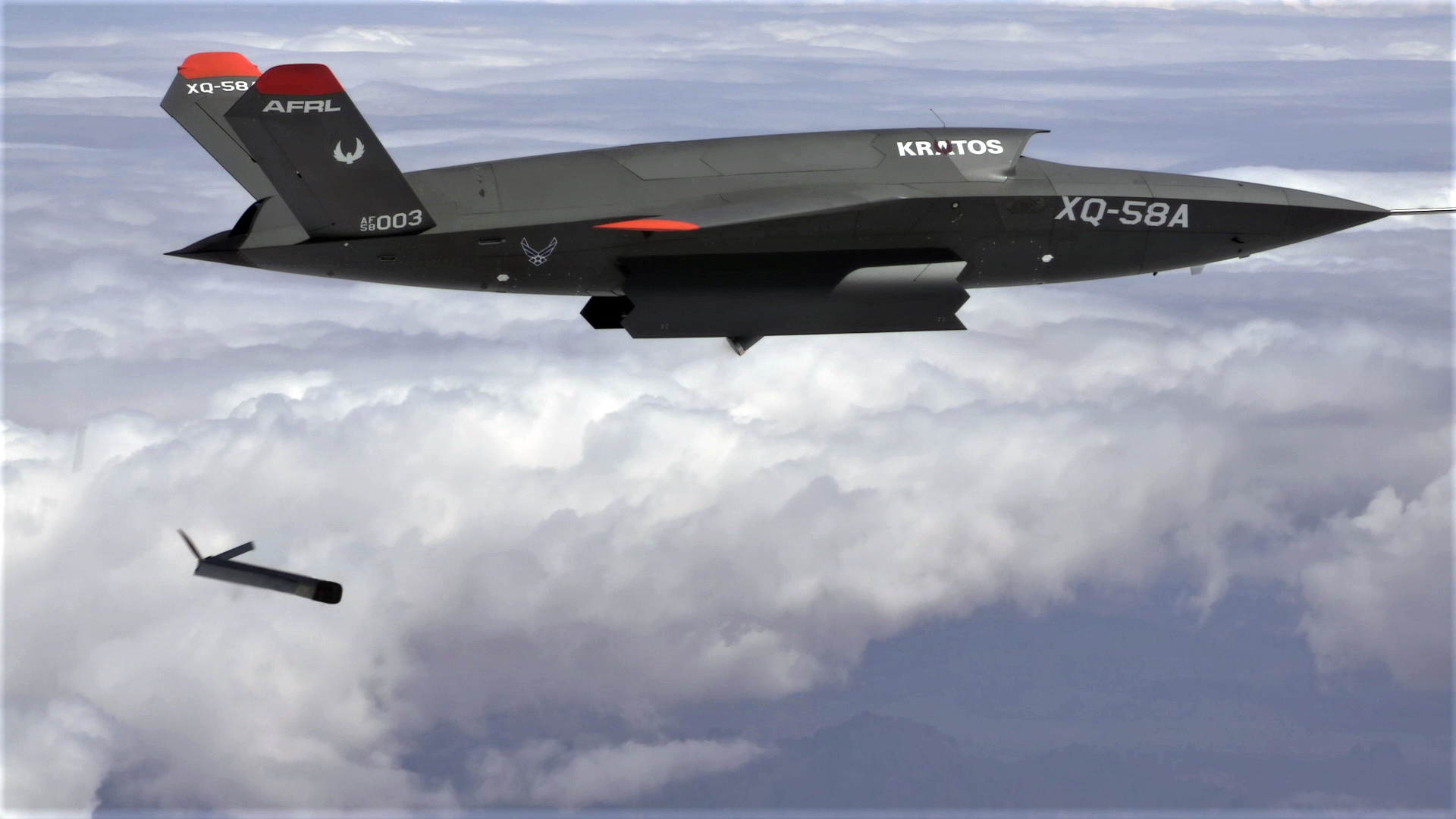
Largage d'un mini-drone ALTIUS-600

Il est destiné à être employé comme ailier d’un avion de chasse piloté, comme le F-22 ou le F-35 lors des missions de combat, et afin de déployer des armes ou des systèmes de surveillance. Il doit aussi pouvoir être déployé dans le cadre d’un essaim de drones, accompagné ou non d’un appareil piloté. Cet appareil est conçu comme « attritionnable », c’est-à-dire d’un coût suffisamment faible pour qu’il puisse être envisagé qu’il soit abattu, sans être toutefois un consommable pour autant. Il est parfois désigné comme drone low cost. En effet, son coût unitaire se « limite » à 3 millions de dollars, voire seulement 2 millions si plus de 100 exemplaires sont produits.
Capable d’atteindre une vitesse de 1 050 km/h, soit Mach 0,85, il présente une autonomie de plus de 4 800 km et peut emporter une charge utile de 272 kg, soit deux bombes guidées GBU-39 ou des mini-drones ALTIUS-600.

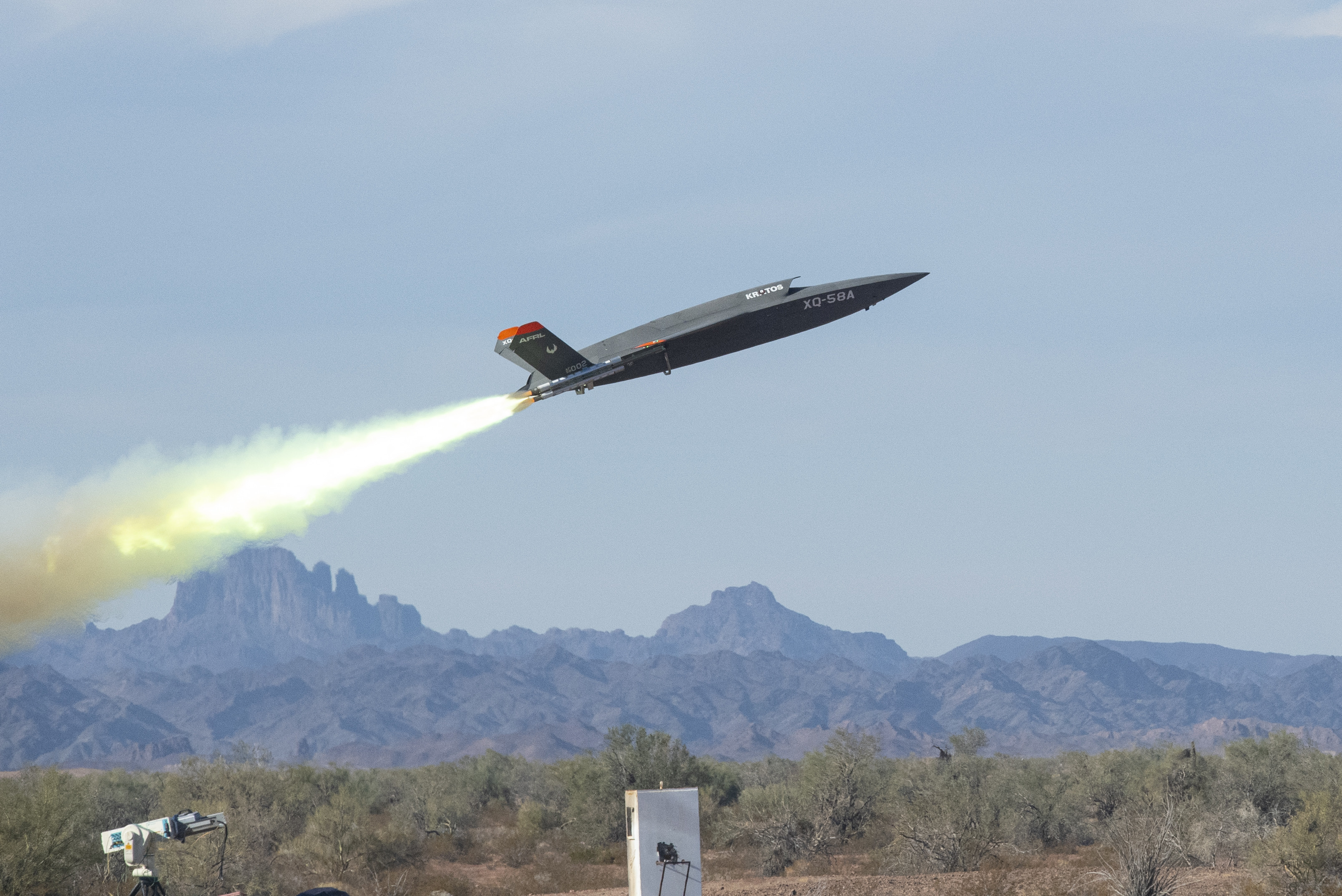
Décollage d’un XQ-58A.

Le XQ-58A ne dispose pas de train d'atterrissage et ne peut donc décoller ou atterrir comme un avion classique, son décollage s’effectue depuis une rampe de lancement, à l’aide d'un moteur-fusée (acronyme JATO en anglais). De plus, afin de permettre la mise en œuvre du drone de façon discrète et sans infrastructure, il existe un module de lancement conteneurisé utilisable depuis des trains ou des bâtiments. Son retour au sol s’effectue à l’aide de parachutes et d’airbags.

## Historique
Le développement du XQ-58A a débuté en juillet 2016. En mai 2017, le drone est officiellement baptisé Valkyrie ; il est présenté au Salon international de l'aéronautique et de l'espace de Paris-Le Bourget de juin 2017. Le 10 juillet 2018, l’US Air Force annonce que son premier vol est prévu pour l’automne de cette même année. Celui-ci est finalement effectué le 5 mars 2019, pendant une durée de 76 minutes sur le site d’essais de Yuma, en Arizona.
Après ces premiers tests, les deux premiers prototypes sont transférés le 9 novembre 2022 à la base aérienne d’Eglin, en Floride, où ils sont intégrés au 40th Flight Test Squadron (en) pour y débuter une nouvelle série d’essais qui doit les amener à interagir en autonomie avec des avions de combat.
L’US Navy s’intéresse également au Valkyrie, dont elle commande deux exemplaires destinés exclusivement à des expérimentations lors d’un achat direct sans mise en concurrence le 30 décembre 2022 pour un montant de 15,5 millions de dollars,.